# Nectomys palmipes
Espèce
Synonymes
- Nectomys tatei Hershkovitz, 1948[2]

Statut de conservation UICN

 LC  : Préoccupation mineure
Nectomys palmipes est une espèce de rongeurs de la famille des Cricetidés. 

## Répartition et habitat
Cette espèce est présente sur l'île de la Trinité à Trinité-et-Tobago et sur le continent au Venezuela.

## Publication originale
- (en) Joel Asaph Allen et Frank Michler Chapman, « On a Collection of Mammals from the Island of Trinidas, with Descriptions of New Species », Bulletin of the American Museum of Natural History, vol. 5,‎ 1893, p. 203-234 (lire en ligne, consulté le 21 mars 2019).